# Фосфолипид
Фосфолипидите са вид липиди, характеризиращи се с наличие на фосфорна киселина в структурата си. Фосфорната киселина усилва хидрофилността на молекулата и носи електричен заряд. Фосфолипидите са един от основните компоненти на биологичните мембрани, което ги прави жизненоважни. Съществуват два основни вида фосфолипиди – фосфатидилглицероли и сфингомиелини.

## Структура и класификация
Структурата на фосфолипидите и оттам класификацията им се гради на базата на изграждащия ги алкохол:

### Фосфатидилглицериди
Молекулата на тези фосфолипиди е изградена на базата на глицерол - низш, наситен алкохол, притежаващ три хидроксилни групи. Това е и основния компонент на мазнините, както и на останалите ацилглицероли. При фосфатидилглицеридите в най-общ случай глицерола е естерифициран с две молекули мастни киселини (на първа и втора позиция) и една молекула фосфорна киселина (на трета позиция). Мастните киселини могат да бъдат наситени или ненаситени с различна дължина. Фосфорната киселина отделно може да бъде в свободен вид или естерифицирана с друг компонент - холин, етаноламин, инозитол, серин и др.

### Сфингомиелини
Сфингомиелините са вид фосфолипиди, в строежа на които участва висшия, мононенаситен двувалентен аминоалкохол сфингозин. Към крайната му хидроксилна група е свързана и молекула на фосфорна киселина, която от своя страна може да бъде естерифицирана с холин. В общия случай аминогрупата на сфингозина е ацилирана (свързана с молекула мастна киселина).

## Свойства
Фосфолипидите притежават амфипатични свойста – молекулата има както хидрофобна така и хидрофилна част.
Лечението с есeнциални фосфолипиди (essential phospholipids – EPL) е асоциирано с подобрение на субективната симптоматика, клиничната картина, биохимичната находка и патологичните изменения, установени с образните изследвания, при остър и хроничен хепатит, чернодробна стеатоза, прием на хепатотоксични медикаменти, и е от полза като адювантна терапия при чернодробна цироза и хепатална кома, показаха резултатите от анализ, публикувани в списание Pharmacological Reports. Архив на оригинала от 2021-06-27 в Wayback Machine.
Фосфолипидите са от изключителна важност за клетъчната диференциация, пролиферация и регенерация, както и за транспорта на молекули през мембраните. Те контролират мембранно-зависимите метаболитни процеси между вътре- и междуклетъчното пространство, поддържат и стимулират активността и активацията на мембранно-свързани протеини като ензими (Na/K-аденозинтрифосфатаза, липопротеинлипаза, цитохром оксидаза) и рецептори (например за инсулин).
Есенциалните фосфолипиди (EPL) съдържат екстракт от молекули на полиенилфосфатидилхолин (polyenylphosphatidylcholine – PPC), получени от соеви зърна. Основната активна съставка е 1,2-dilinoleoylphosphatidylcholine (DLPC), който и е ключовият активен компонент на EPL.
Високото ниво на DLPC е основната разлика между EPL и типичните фосфолипиди (например лецитин) или фосфатидилхолините, приемани с храната или синтезирани в човешкия организъм. При физиологични условия DLPC представлява само около 1,3% oт фосфатидилхолиновото съдържание в серума.
Фармакокинетика на екзогенните EPL/DLPC
В клинични проучвания, целящи определяне на фармакокинетика на приети през устата EPL, ключовият им компонент DLPC е белязан радиоактивно. В рамките на първите 24 часа след перорално приложение абсорбцията е над 90%. Максималното плазмено ниво при хората на шестия час след приема е около 20% от използваната доза.
EPL се натрупват основно в черния дроб, а в по-малка степен в други органи – гастроинтестинален тракт, слезка, бели дробове, мускули, бъбреци и мозък. В черния дроб фосфолипидите се акумулират основно в клетъчните мембрани на хепатоцитите.
Механизъм на действие и фармакологични ефекти на EPL върху черния дроб
Черният дроб при човека е съставен от около 300 милиарда хепатоцити, като общата повърхност на всички клетъчни и субклетъчни мембрани е приблизително 33 000 квадратни метра.
Множество биологични реакции се осъществяват на тази мембранна повърхност. Могат да настъпят сериозни нарушения поради токсични, възпалителни, алергични, метаболитни или имунологични процеси, причинени от вируси, органични разтворители, алкохол, медикаменти. В резултат на това се стига до морфологично клетъчно увреждане.
Независимо от етиологичния фактор, в повечето случаи на чернодробни заболявания е налице увреждане на мембраните на хепатоцитите и на техните органели, като това е асоциирано с понижени нива на фосфолипидите, промени в състава им и/или понижен флуидитет на мембраните.
Флуидитетът играе сигнификантна роля във функционирането на биологичните мембрани. Той се обуславя от съдържанието на холестерол и протеини, от състава и заряда на фосфолипидите, както и от дължината на мастните киселини в състава им.
При намаление на флуидитета на клетъчната мембрана се потиска чернодробната функция и се стига до нарушена активност на мембранните ензими, рецептори и преносители. При хронични заболявания това може да доведе до променен метаболизъм на колагена, което промотира възникването на фиброза и цироза.
Приложението на EPL увеличава значимо процентното съдържание на DLPC в мембраните на хепатоцитите, което се асоциира с повишение на техния флуидитет и до подобрение на функциите им.
В експериментални условия са установени следните ефекти на EPL:
– Възстановяване на съдържанието на фосфолипиди и на фосфатидилхолин в мембраните на хепатоцитите, повишаване на съдържанието на DLPC в черния дроб
– Нормализиране на активността на цитохром оксидазата, подобрение нa митохондриалното дишане, намалено натрупване на липиди в черния дроб
– Намален оксидативен стрес чрез намалено образуване на свободни радикали
– Възстановяване на нивата на S-adenosylmethionine и на глутатиона
– Намалено активиране на Купферовите клетки от ендотоксини и от ацеталдехид
– Понижение на клетъчната апоптоза
– Намаление на натрупването на колаген, подобрено разграждане на колагена чрез повишена активност на колагеназата
– Понижение на вероятността за възникване на фиброза – намаление на скора за чернодробна фиброза при пациентите с хроничен хепатит С
Клинична ефективност на EPL
Данните за клиничната ефективност на EPL при чернодробни заболявания са получени чрез системен преглед на 248 клинични проучвания с приложението на есенциални фосфолипиди.
В 193 изпитвания е оценен ефектът на EPL върху субективните симптоми, клиничната находка и биохимичните данни; в 44 допълнително е изследвана и чернодробната хистология, а в 5 е проведена и електронна микроскопия. Приложената доза на EPL варира от 525 до 6000 mg/ден, а продължителността на лечението е от няколко седмици до пет години.
Oстър вирусен хепатит. При повечето пациенти с остър вирусен хепатит настъпва възстановяване на чернодробната функция, като продължителността на регенеративния процес варира в зависимост от тежестта на инфекцията, имунитета на пациента или наличието на съпътстващи заболявания.
В клинично проучване е оценена ефективността на EPL при остър хепатит, причинен от вируса на хепатит В (HBV) при 60 пациенти, проследени за най-малко шест месеца след първоначалната изява на заболяването.
Те са рандомизирани в съотношение 1:1 да приемат 1.8 g EPL или плацебо за 60 дни. След четири седмици на терапия 15 от 30 участници от терапевтичната група са били негативни за HBsAg, спрямо седем от контролите. В края на шестмесечния период на наблюдение всички пациенти от получавалите EPL (с изключение на един) са били HBsAg-негативни.
Освен това, при всяко контролно изследване на терапевтичната група е регистриран все по-голям брой болни с нормализирани стойности на аланинаминотрансферазата (ALАT) спрямо контролната група.
Въпреки че в това изследване е демонстрирано по-бързо възстановяване и биохимично подобрение на пациентите с остър хепатит в резултат на терапията с есенциални фосфолипиди, са необходими по-големи рандомизирани контролирани изпитвания. Все още няма данни от клинични проучвания за приложението на EPL при остър хепатит A, C, E или други чернодробни инфекции. Има само единични съобщения.
Хроничен хепатит. Ефикасността EPL при хроничен хепатит е оценена в девет проучвания с общо 3860 пациенти. Положителна промяна в хистологичната находка след допълнителна терапия с EPL е демонстрирана в двойно-сляпо изследване при пациенти с HBsAg-негативен хроничен активен хепатит. В него всички участници са лекувани с имуносупресивни медикаменти и допълнително с EPL или плацебо.
След шест месеца е установено намаление както на клетъчната инфилтрация в порталните пространства, така и на „piecemeal” некрозата при четири от шест случая, лекувани с EPL. Обратно, при трима от четирима участници в контролната група е наблюдавано хистологогично влошаване.
В друго изпитване също е отчетено подобрение на хистологичните изменения в черния дроб след 12-месечен период на лечение с EPL при пациенти с HBsAg-негативен хроничен хепатит.
В резултат на приложението на фосфолипиди е настъпило сигнификантно намаление на интралобуларната некроза и на възпалението на порталните пространства, а също и понижение на стойностите на ALАT и на проколаген-III пептида, в сравнение с контролната група.
Освен това, е наблюдавано нормализиране на стойностите на холинестеразата и на алкалната фосфатаза (АР) при получавалите EPL, а серумните нива на аспартат аминотрансферазата (ASAT), глутаматдехидрогеназата и алфа-глутамилтрансферазата (alpha-GT) са се понижили значително в сравнение с изходните им нива.
В проведено в Европа мултицентърно, рандомизирано, плацебо-контролирано проучване с участието на пациенти с хроничен хепатит В и С, в допълнение към 24-седмичното лечение с интерферон-алфа, инжектиран три пъти седмично, са прилагани още 1.8 g EPL или плацебо.
След 24 седмици лечението с интерферон е преустановено, но приемът на есенциални фосфолипиди или плацебо е продължил още 24 седмици. Резултатите показват, че след първите шест месеца 50 от 70 пациенти с хепатит C са отговорили на терапията с interferon-alpha + EPL (71%), както и 30 от 59 болни от контролната група (51%). Тази разлика е била статистически значима.
След 48 седмици задържане на терапевтичния ефект е наблюдавано при 24 от 57 участници (42%), получавали EPL, спрямо 13 от 41 болни, приемали плацебо (32%). Тези данни дават основание да се твърди, че приложението на есенциални фосфолипиди води до удължаване на терапевтичния ефект на интерферона при болни с хроничен хепатит В и С.
Съпътстващият прием на ЕPL (заедно с интерфероновата терапия) от болните с хроничен хепатит С е довел до трайно намаление от поне 50% или до пълно нормализиране на стойностите на ALАT, което е достигнало статистическа значимост (41 срещу 15% за плацебо). При болните с хроничен хепатит В различията в ефективността на EPL и на плацебо не са били сигнификантни.
Позитивният резултат от приложението на фосфолипиди при хроничен хепатит С е потвърден и в друго мултицентърно, двойно-сляпо проучване. В него са прилагани комбинирано пегилиран интерферон и ribavirin с EPL или плацебо.
Допълнителното приложение на EPL е довело до сигнификантно намаление на стойностите на трансаминазите на 12-ия месец, което се е задържало трайно и след 18 месеца терапия. При 50 пациенти, при които фосфолипидите са прилагани за период от три години, е регистрирано сигнификантно подобрение на скора за чернодробна фиброза.
Недостатък на това изпитване е значително по-високата дневна доза на приложените фосфолипиди (4.5 g/ден), в сравнение с използваната доза в по-рано проведени изпитвания.
Системен преглед и мета-анализ на шест рандомизирани двойно-слепи проучвания са потвърдили значимата ефикасност на EPL спрямо плацебо върху различни оценявани показатели. Четири от проучванията с участието на 451 пациенти са анализирали клиничната ефективност, три със 100 пациенти са оценили измененията в хистопатологията, две със 117 участници – промените в нивата на общия билирубин като показател за чернодробното функциониране, а едно с 87 участници е изследвало промените в нивата на ALАT.
Също така има данни, че субективните оплаквания като астения и уморяемост, данните от физикалния преглед като хепатомегалия, биохимичните параметри за цитолиза и находката от хистологичното изследване на черния дроб се повлияват благоприятно от приложението на EPL. За постигане на тези ефекти е необходима минимална продължителност на лечението от шест месеца.
Чернодобна хепатотоксичност и чернодробна стеатоза с различна етиология. Ефикасността на EPL е изследвана основно при токсично чернодробно увреждане (toxic liver damage – TLD) и при чернодробна стеатоза. Най-често срещано е TLD в резултат на приложение на антитуберкулозни медикаменти и злоупотреба с алкохол.
EPL се прилагат при пациентите с туберкулоза за предотвратяване на хепатотоксичността на антитуберкулозните медикаменти и за предпазване на черния дроб при вече налично чернодробно увреждане.
В двойно-сляпо проучване 49 пациенти с активна туберкулоза са лекувани с 1800 mg EPL/ден плюс комбинация от isonicotinic acid hydrazide (INH), pyridoxine hydrochloride и ethambutol. Резултатите при тези болни са сравнени с 52 пациенти, получавали антитуберкулозните медикаменти и плацебо.
Приложението на фосфолипиди е било свързано с два до три пъти по-ниска честота на увреждане на хепатоцитните мембрани и на повишение на серумните трансаминази, в сравнение с приема на плацебо.
Данните от рандомизирани, двойно-слепи проучвания, оценяващи приложението на EPL при алкохолно чернодробно увреждане, демонстрират позитивния ефект на фосфолипидите върху чернодробната функция – понижение на серумните нива на трансаминазите, на билирубина и на имуноглобулините след осем седмици на приложение, дори без промяна в алкохолната консумация.
Неалкохолната стеатозна болест на черния дроб (НАСБ, nonalcoholic fatty liver disease – NAFLD) е eдно от най-често срещаните хронични чернодробни заболявания. Честотата ѝ в индустриализираните страни е между 40 и 50%, като е по-висока при пациентите с диабет тип 2 (ДТ2) и може да достигне дори до 90% при тези с високостепенно затлъстяване. С нарастване на честотата на затлъстяването в световен мащаб, се увеличава и броят на случаите на НАСБ.
Натрупването на мазнини (триглицериди) в черния дроб може да варира от просто отлагане на триглицериди в хепатоцитите до тежък стеатозен хепатит с лобуларно възпаление, хепатоцелуларно увреждане, цитолиза и различна степен на фиброза (неалкохолен стеатохепатит – nonalcoholic steatohepatitis, NASH) и дори хепатоцелуларен карцином.
За да се постави диагнозата НАСБ, e необходимо да бъдат изпълнени следните условия:
– наличие на данни за чернодробна стеатоза – от образните изследвания или от хистологичното изследване
– липса на други причини за вторично отлагане на мазнини в черния дроб – значима консумация на алкохол (над 20 грама абсолютен алкохол на ден), прием на хепатотоксични медикаменти, наследствени нарушения, хроничен хепатит (положителни серологични тестове за HBV и HCV).
НАСБ (NAFLD) се разделя хистологично на:
– неалкохолна чернодробна стеатоза (nonalcoholic fatty liver – NAFL) – наличие на чернодробна стеатоза без данни за хепатоцелуларно увреждане под формата на балонна дегенерация на хепатоцитите
– неалкохолен стеатозен хепатит (НАСХ, nonalcoholic steatohepatitis – NASH) – наличие на стеатоза и възпаление с хепатоцелуларно увреждане (балонна дегенерация) с или без фиброза и цироза
Първичната НАСБ се приема за чернодробна изява на метаболитния синдром (комбинация от нарушения като: абдоминално затлъстяване – повишена коремна обиколка, артериална хипертония, дислипидемия – повишени триглицериди и намален HDL-холестерола, нарушена гликемия на гладно или изявен диабет тип 2).
Когато НАСБ е комбинирана с друго чернодробно заболяване, тя задълбочава хепатоцелуларното увреждане и засилва прогресията до цироза.
Публикувани са редица проучвания, изучаващи ефектите на EPL при НАСБ. Съобщава се за позитивен ефект на есенциалните фосфолипиди върху субективните симптоми, хепатомегалията, ехографската находка, стойностите на чернодробните ензими, чернодробната функция и хистопатологичните изменения.
В клинично изпитване, включващо пациенти с НАСБ, при 20 от участниците е прилагана урзодезоксихолева киселина (ursodeoxycholic acid – UDCA) и при 20 – EPL за период от три месеца. Във всяка от групите половината от пациентите са били с диабет тип 2 (ДТ2), а останалата половина – със затлъстяване.
Резултатите показват, че при 45% от хората, приемали EPL, е настъпило сигнификантно подобрение на симптоматиката, спрямо 30% от получавалите UDCA. На четвъртата седмица не са наблюдавани значителни ехографски промени, но след 12 седмици при 20% oт лекуваните с EPL и при 10% oт приемалите UDCA е имало подобрение в ехографския образ на черния дроб.
Стойностите на ALАT и AP са се понижили значително при групата с EPL, докато при участниците на терапия с UDCA е регистрирано намаление само на стойностите на ALАT.
Не е имало значима разлика в терапевтичния отговор между пациентите с диабет и със затлъстяване. За потвърждаване на тези резултати, обаче, са необходими по-големи двойно-слепи изпитвания.
Натрупаните доказателства са в подкрепа на хепатопротективните свойства на терапията с фосфолипиди при широк кръг от пациенти с чернодробни увреждания: хепатит (остър и хроничен), токсичен хетатит (причинен от медикаменти, алкохол, токсични вещества), чернодробна стеатоза c различна етиология. (ЗВ)